# Röderhof (Imsbach)
Der Röderhof ist ein Weiler, der zur im rheinland-pfälzischen Donnersbergkreis gelegenen Gemeinde Imsbach gehört.

## Lage
Der Röderhof befindet sich vier Kilometer östlich von Imsbach inmitten der zum Nordpfälzer Bergland gehörenden Kaiserstraßensenke. Nordwestlich des Ortes erstreckt sich der 370,4 Meter hohe Steinwald.

## Geschichte
Der Röderhof wurde im Jahr 1936 besiedelt, weitere Siedler ließen sich 1955 nieder. Benannt wurde der Weiler nach dem Familiennamen des ersten Siedlers.

## Infrastruktur
Unmittelbar südlich verläuft die Bundesautobahn 63. Die Kreisstraße 45 verbindet den Röderhof mit der Landesstraße 401, über die überregionale Verbindungen bestehen. Mit Imsbach selbst ist der Röderhof über einen Feldweg verbunden. In anderer Richtung besteht eine Verbindung zum zur Gemeinde Börrstadt gehörenden Lindenhof.

## Sport
Direkt beim Röderhof befindet sich die anspruchsvolle 18-Loch-Anlage des Golf-Club am Donnersberg.